# 皮克斯利 (加利福尼亞州)
皮克斯利（英語：Pixley）是位於美國加利福尼亞州圖萊里縣的一個人口普查指定地區。

## 地理
皮克斯利的座標為35°58′13″N 119°17′27″W / 35.97028°N 119.29083°W，而該地最高點為海拔高度83米（即272英尺）。

## 人口
根據2010年美國人口普查的數據，皮克斯利的面積為8.066平方千米，當中陸地面積為8.066平方千米，而水域面積為0.000平方千米。當地共有人口3310人，而人口密度為每平方千米410人。